# Piment jalapeño
Pour les articles homonymes, voir Jalapeño.

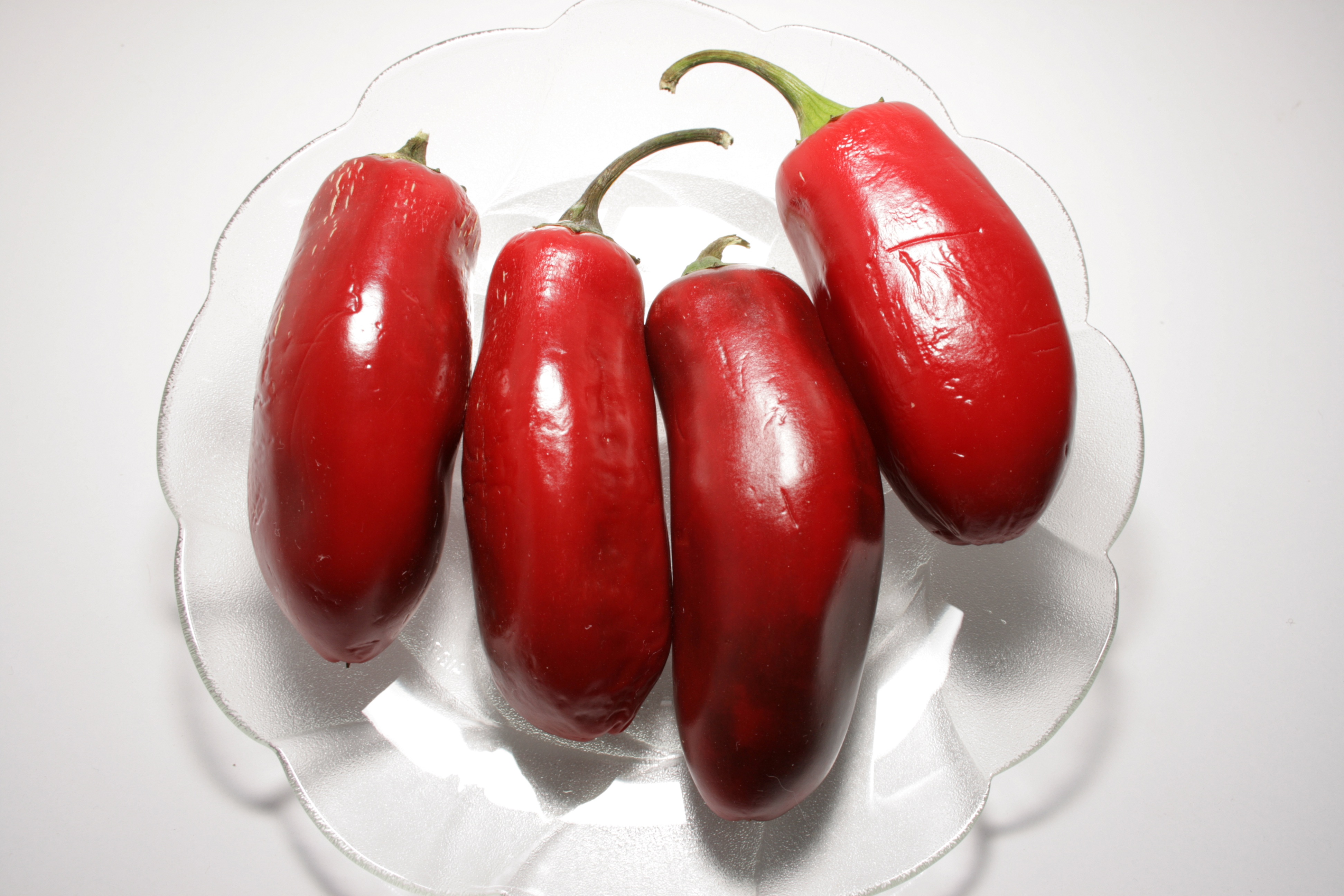
Piments jalapeño rouges (mûrs).

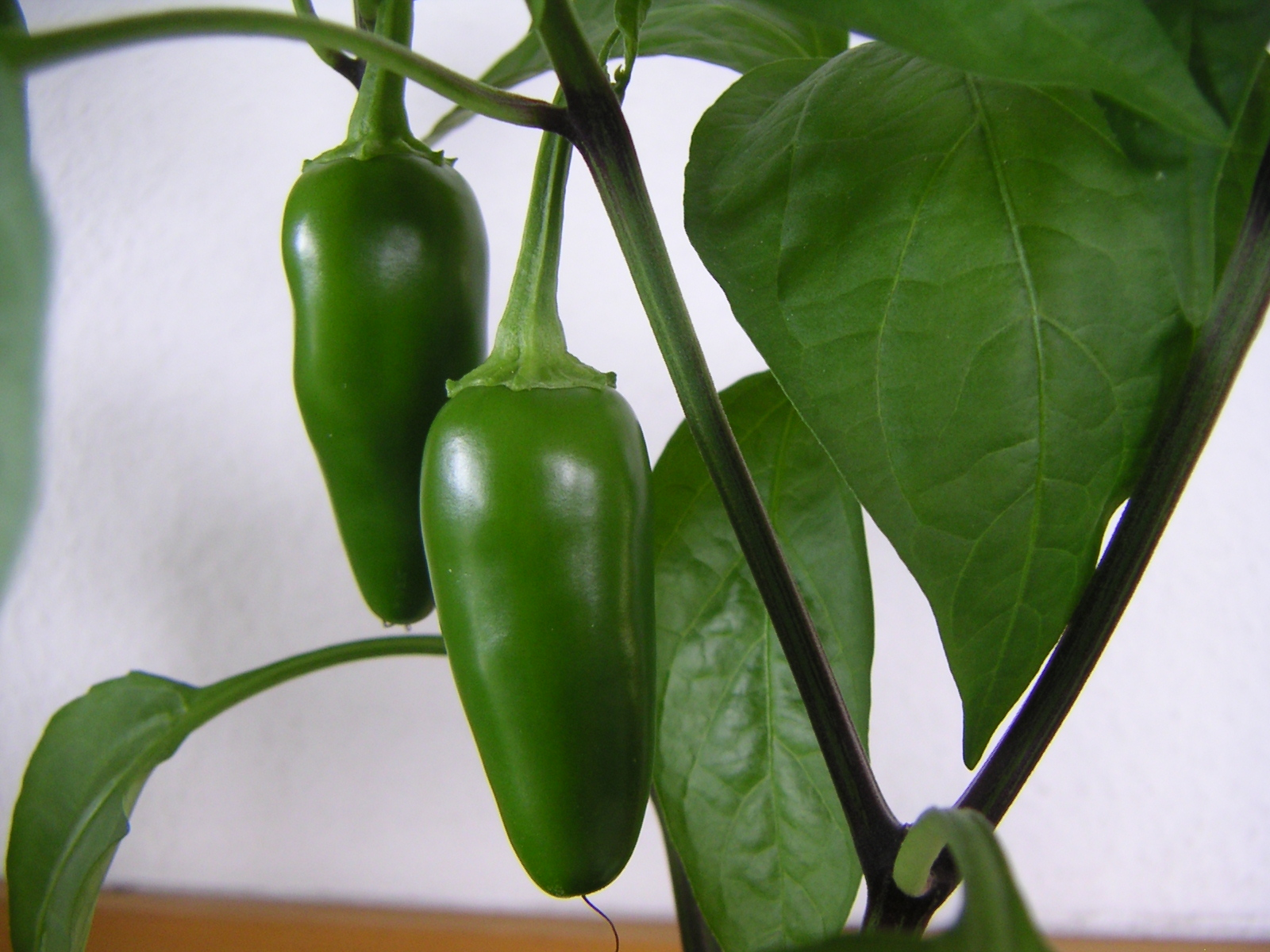
Piments jalapeño verts (immatures).

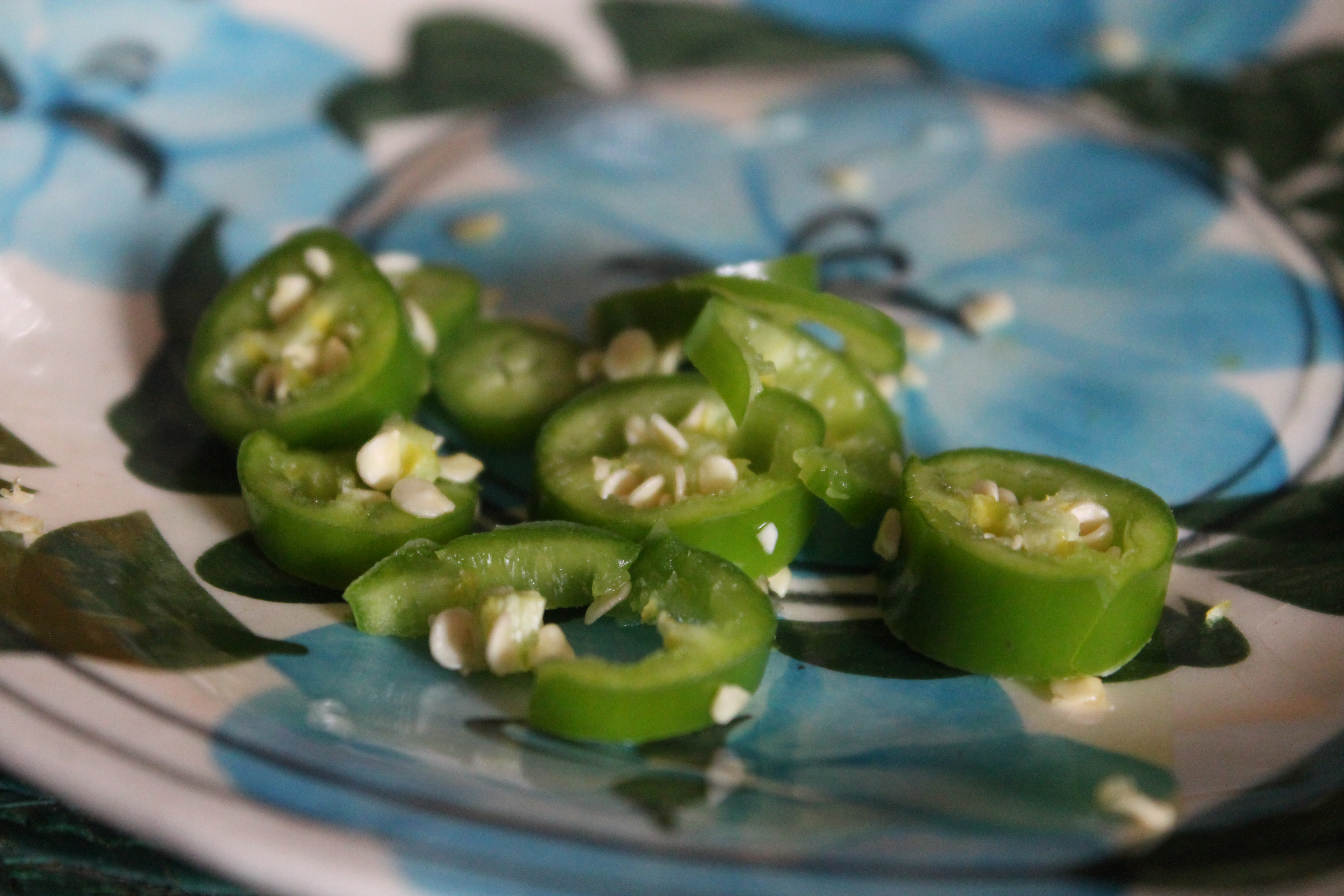
Jalapeño frais en tranches.

Le piment jalapeño, ou simplement le jalapeño,  est une variété mexicaine du piment (Capsicum annuum), plante condimentaire de la famille des Solanacées.
Il tire son nom de sa ville d'origine, Xalapa, ville de l'État de Veracruz au Mexique. Sa couleur est verte ou rouge, selon sa maturité. La récolte a lieu environ 70 jours après le semis, et chaque plante donne une trentaine de fruits.
Le jalapeño mesure entre 5 et 9 cm. Il titre 4 000 à 8 000 sur l'échelle de Scoville, ce qui correspond à une force moyenne.

## Cultivars
Le jalapeño, piment emblématique du Mexique, se décline en une multitude de variétés, chacune avec ses propres caractéristiques. Du classique vert au violet, rouge ou jaune, chaque cultivar offre une palette de saveurs allant de la douceur à la chaleur intense.
Quelques exemples de variétés.
- Classique : Équilibré et polyvalent.
- Purple : Visuellement attrayant et plus piquant.
- Jaloro : Doux et doré, idéal pour les marinades.
- Lemon Spice : Fruité et piquant, parfait pour les plats frais.
- TAM : Plus doux, idéal pour les palais sensibles.
- NuMex Pinata : Riche en saveur et change de couleur.
- Early Jalapeño : Maturité rapide, idéal pour les climats courts.
- Gigante : Grande taille, parfait pour farcir.

## Préparations
Le jalapeño peut être consommé de diverses façons, parmi lesquelles :
- les chiles toreados : des jalapeños frais grillés à l'huile et parfois recouverts de fromage fondu ;
- le chipotle : le jalapeño est séché et fumé ;
- les huevos de armadillo (littéralement : œufs de tatou) : les jalapeños sont garnis de fromage, panés ou entourés de bacon, et cuits au four.

## Anecdotes
Paul Bosland, directeur de l'Institut du piment (université de l'État du Nouveau-Mexique à Las Cruces), fut récompensé du prix Ig-Nobel en 1999 pour avoir créé un piment jalapeño non épicé.